# Броај Обиње Монсењи
Броај Обиње Монсењи (фр. Broye-Aubigney-Montseugny) насеље је и општина у источној Француској у региону Франш-Конте, у департману Горња Саона која припада префектури Везул.
По подацима из 2011. године у општини је живело 460 становника, а густина насељености је износила 18,14 становника/km². Општина се простире на површини од 25,36 km². Налази се на средњој надморској висини од 180 метара (максималној 242 m, а минималној 183 m).

## Демографија
| 1962. | 1968. | 1975. | 1982. | 1990. | 1999. | 2011. |
| ----- | ----- | ----- | ----- | ----- | ----- | ----- |
| 426   | 452   | 424   | 461   | 469   | 461   | 460   |

График промене броја становника у току последњих година